# Antoni Muntada i Garriga
Antoni Muntada i Garriga (Els Torrents (Lladurs), 28 de desembre de 1912 - Solsona, 13 d'octubre de 1998), va ser un sacerdot i músic solsoní.

## Biografia
Antoni Muntada va néixer a cal Serra d'Els Torrents de Lladurs (El Solsonès), el 28 de desembre de 1912. Va entrar a formar part de l'Escolania de la Mare de Déu del Claustre de Solsona, amb 9 anys, i va començar a estudiar música. Anys més tard va cursar la carrera sacerdotal al Seminari de Solsona, on hi va continuar també la seva formació musical.
El 23 d'octubre de 1939, a l'edat de 27 anys, va ser ordenat prevere a la catedral de Solsona pel bisbe Valentí Comellas i van ser els seus padrins Josep Serra i Forn, aleshores alcalde de la ciutat, i Teresa Mensa, vídua de Riu. Al cap de vuit dies va celebrar la seva primera missa a l'altar major de la catedral. Durant la seva vida sacerdotal, va ser destinat de vicari a diferents parròquies del bisbat de Solsona: Casserres, Vilada, Malanyeu, Capolat i Clariana.
Es va convertir en el mestre director de l'Escolania de la Mare de Déu del Claustre a partir del 10 de gener de 1955. Va accedir al càrrec a través d'unes oposicions i el va ocupar per un període de 2 anys. Durant aquest etapa es va celebrar la Coronació de la Mare de Déu del Claustre, el 1956, l'himne de la qual va ser compost per ell. D'aquests anys daten la majoria d'obres compostes per Muntada i que guarden relació amb el culte a la verge solsonina. També amb motiu de la Coronació va compondre uns ballets per a l'Àliga i els Aligons i pels Nans, elements del folklore geganter de la Festa Major de Solsona, aquestes danses, però, van quedar en desús als pocs anys.
El 1958 passà a ocupar el benefici de sagristà major de la Catedral de Solsona.
L'any 1964 va guanyar un concurs de nadales a Radio Nacional de España amb una obra per 5 veus i amb un text escrit en català.
Es va fer càrrec de la direcció de l'Orfeó Nova Solsona entre 1971 i 1977. Tornà a ocupar la direcció de l'Escolania de la Mare de Déu del Claustre l'1 de gener de 1977 on introdueix, durant aquesta etapa, els canvis obligats previstos d'acord amb el Concili del Vaticà II adaptant l'Escolania als nous temps i trencant amb la fesomia i estructura anterior. A finals de 1981 va deixar definitivament l'Escolania i va tornar a dirigir l'Orfeó solsoní per segona vegada entre els anys 1984 i 1985.
Va morir a Solsona el 13 d'octubre de 1998 a l'edat de 85 anys.

## Obra
Va ser un compositor molt prolífic. Entre les seves obres més importants hi ha l'Himne de la Coronació de la Mare de Déu del Claustre (1956). L'ampli ventall de composicions religioses està integrat per múltiples misses, avemaries, goigs, salves, etc. Destaquen també sis madrigals dedicats a la Mare de Déu del Claustre als quals hi va posar música. També va compondre la música dels Pastorets de Solsona.
També va ser compositor de sardanes, caramelles i nadales.

### Obra religiosa
- Himne de la Coronació de la Mare de Déu del Claustre ([[1956]]), per a quatre veus mixtes i orgue amb lletra de Josep Serra i Janer
- Avemaria (1957), per a dues veus
- Missa Virolai (1973) per a una veu i orgue sobre el tema del Virolai a la Mare de Déu de Montserrat
- Salve Regina (1977), per a quatre veus mixtes alternada amb la gregoriana
- Missa del Claustre (1980)
- Himne dels Antics Escolans (1981), amb lletra de Josep Maria Tripiana i Ramonet.
- La Passió (1982), per a tres veus
- Himne, amb lletra de Josep Serra i Janer
- Himne a Santa Cecilia, per a quatre veus mixtes
- Missa Matinal
- Salve Regina
- Salve Regina (gregoriana)
- Virolai a la Mare de Déu del Claustre, per a tres veus infantils amb lletra de Josep Serra i Janer

#### Madrigals a la Mare de Déu del Claustre
- Vot de Coronació (1955), per a poble, dues veus infantils i orgue amb lletra de Josep Serra i Janer
- L'Escolania (1958), per a dues veus infantils i orgue amb lletra de Josep Serra i Janer
- Missa Nova (1996), amb lletra de Josep Serra i Janer
- Invocació Final, per a quatre veus mixtes i orgue amb lletra de Josep Serra i Janer
- La Corona, per a dues veus infantils i orgue amb lletra de Josep Serra i Janer
- Laus Perennis, per a una veu i orgue amb lletra de Josep Serra i Janer

### Nadales
- Santa Nit (1956), harmonització per a tres veus blanques
- Anem a Betlem (1957), harmonització
- Nadalenca (1970), per a quatre veus mixtes
- Nit de Nadal (1970), per a quatre veus mixtes
- Cant dels ocells (1973), harmonització a quatre veus mixtes
- El Noi de la Mare (1973), per a quatre veus mixtes amb lletra de Jacint Verdaguer
- Nit de Nadal (1974), per a dues veus i orgue
- Cançó de Nadal (1974), per a dues veus
- El Nadal dels Dimonis (1975), per a cinc veus mixtes
- Ambaixada (1976), per a quatre veus mixtes
- Foc de Sant Josep (1978), per a quatre veus mixtes amb lletra de Miquel Melendres i Rué
- Canço de Reis (1984), per a quatre veus mixtes amb lletra de Miquel Melendres i Rué
- El Portal de Betlem (1990), per a quatre veus mixtes
- Les campanes de Betlem (1992)
- La non non, per a quatre i sis veus mixtes amb lletra de Jacint Verdaguer
- Nadala
- Toc d'oració, per a quatre veus mixtes

### Caramelles
- Caramelles (1957), per a dues veus
- Cant de Pasqua (1972), per a quatre veus mixtes
- La Pasqua (1975)
- Caramelles (1991), per a quatre veus mixtes
- Sardana Caramelles

### Música escènica
- Els Pastorets

### Música popular
- Ball de l'Àliga i els Aligons (1956), per a cobla
- Ball dels Nans (1956), per a cobla
- Ball dels Óssos (1956), per a cobla
- Cançó del Mil·lenari de Catalunya (1989), per a quatre veus mixtes

### Obres per a acordió
- Vals
- Enyorament
- Posta de Sol
- Saltironant
- Caramelles
- Alegria
- Tardor
- Sardana
- Vals de caramelles

## Centenari
A Solsona es va homenatjar al músic i compositor el 28 de desembre de 2012 degut al centenari del seu naixement.